# Lars Villius

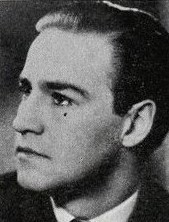
Lars Villius.

Lars Henrik Villius, född 15 oktober 1921 i Kalmar, död 20 november 1997 i Slottsstadens församling, Malmö, var en svensk jurist.
Villius avlade studentexamen 1940, blev juris kandidat vid Uppsala universitet 1948 och genomförde tingstjänstgöring i Sunnervikens domsaga 1949–1951. Han blev fiskal i Hovrätten över Skåne och Blekinge 1952, assessor där 1961, tingsdomare i Linköpings domsaga 1964, var tillförordnad revisionssekreterare 1963–1964, blev rådman i Linköpings rådhusrätt 1969 och hovrättsråd i Hovrätten för Västra Sverige 1970. Han innehade vikariatsförordnande som lagman i Sydöstra Hälsinglands tingsrätt 1971 och var under denna tid ordförande för rättegångsförhandlingarna då hemmansägaren Gunnar Bengtsson från Bergvik stod åtalad för de så kallade tingshusmorden i Söderhamn samma år. Villius var slutligen rådman i Malmö tingsrätt 1972–1986. Han utgav novellsamlingarna  Juli (1946) och Dina fotspår i sanden (1949).
Lars Villius var son till tandläkaren Emil Villius och Anna Madelung. Han var bror till Gertrud Zetterholm och Hans Villius. Lars Villius är begravd på Limhamns kyrkogård i Malmö.